# Санта-Вітторія-д'Альба
Санта-Вітторія-д'Альба (італ. Santa Vittoria d'Alba, п'єм. Santa Vitòria) — муніципалітет в Італії, у регіоні П'ємонт,  провінція Кунео.
Санта-Вітторія-д'Альба розташована на відстані близько 490 км на північний захід від Рима, 45 км на південний схід від Турина, 50 км на північний схід від Кунео.
Населення — 2767 осіб (2014).
Щорічний фестиваль відбувається 3 вересня. Покровителька — свята Вікторія.

## Демографія
Населення за роками:

Станом на 1 січня 2023 року в муніципалітеті офіційно проживали 463 іноземці з 27 країн, серед них 193 громадяни країн Євросоюзу та 2 громадяни України.

## Сусідні муніципалітети
- Бра
- Монтічелло-д'Альба
- Покапалья
- Родді
- Вердуно